# Rio Yaqui
O Yaqui é um rio do noroeste mexicano, encontra-se no estado de Sonora, cruzando-o de norte a sul, nasce na Sierra Madre Ocidental e desemboca no Golfo da Califórnia, próximo ao porto de Guaymas. Há um conflito sobre sua real extensão, os dados variam de 320 até 600 km. Combinado com o rio Papaigochi do estado de Chihuahua, este sistema Papaigochi-Yaqui atinge um comprimento de aproximadamente 1050 km. Seu principal uso é para irrigação, nas margens do Yaqui ocorre o cultivo de milho, arroz, trigo e frutas. Não é um rio que serve para navegação.
Seu curso é interrompido por várias represas, como a Plutarco Elías Calles, a Lázaro Cárdenas e a Álvaro Obregón.